# Masacre de Hialeah de 2013
La Masacre de Hialeah se produjo el 26 de julio de 2013 en un complejo de apartamentos en Hialeah, una ciudad en el condado de Miami-Dade, Florida. Siete personas, entre ellas el tirador, murieron en el incidente. El tirador fue identificado por la policía como Pedro Alberto Vargas, de 42 años de edad, residente de Hialeah, y de nacionalidad cubana, quien después de dejar su apartamento en llamas, abrió fuego desde su balcón y en el interior del apartamento, y luego llevó a dos personas como rehenes antes de ser fatalmente tiroteado por un equipo SWAT, en las primeras horas del 27 de julio. Fue el tiroteo más mortífero en la historia de Hialeah, así como el más mortífero en toda el área de Miami en 30 años.

## Tiroteo
Según los investigadores, Vargas vertió líquido combustible en unos 10 000 dólares de dinero en efectivo y le prendió fuego en su apartamento del cuarto piso a las 6:30 p. m. El gerente del edificio, de 79 años de edad, Italo Pisciotti, y su esposa, de 69 años de edad, Samira, notaron el humo y corrieron hacía el apartamento, a lo que Vargas salió al pasillo y les disparó, matando a la pareja con una pistola Glock 17 9 mm semiautomática. Procedió a ir a su balcón en el cuarto piso del edificio y disparó entre 10 y 20 balas en la calle, hiriendo fatalmente a Carlos Gavilanes, de 33 años de edad, mientras salía de su automóvil.
Vargas luego abrió de una patada la puerta del apartamento 304, donde disparó y mató a los residentes, Patricio Simono, de 64 años de edad, su esposa de 51 años de edad, Merly Niebles, y la hija de Niebles, Priscilla Pérez, de 17 años de edad. Según informes, Priscilla Pérez era hija del pediatra dominicano Julián Eugenio Pérez Tejada y recibió un disparo mientras estaba escondida dentro de la bañera. Los agentes de policía respondieron a la escena e intercambiaron disparos con Vargas en todo el complejo. Vargas luego entró en otro apartamento en el quinto piso, donde tomó a dos personas como rehenes durante unas tres horas. Después de las negociaciones según los informes, un equipo del cuerpo de élite SWAT entró en el edificio y disparó fatalmente a Vargas después de un breve tiroteo; los dos rehenes escaparon ilesos.

### Víctimas
El agresor y todas las víctimas eran de origen latino, Pedro Alberto Vargas, de origen cubano; Carlos Javier Gavilanes, era de origen ecuatoriano, y el resto de las víctimas eran de origen colombiano.
- Italo Pisciotti, 79 (encargado del edificio, muerto en un pasillo)
- Samira Pisciotti, 69 (esposa de Italo Pisciotii, muerta en un pasillo)
- Carlos Javier Gavilanes, 33 (muerto en la calle)
- Patricio Simono, 64 (muerto en el apartamento 304)
- Merly S. Niebles, 51 (esposa de Patricio Simono, muerta en el apartamento 304)
- Priscilla Pérez, 17 (hija de Merly Niebles e hijastra de Patricio Simono, muerta en el apartamento 304)

## Perpetrador
El tirador fue identificado como Pedro Alberto Vargas (3 de octubre de 1970 - 27 de julio de 2013), de 42 años de edad, él había nacido en La Habana, Cuba. Tras la muerte de su padre cuando era adolescente, Vargas y su madre, Esperanza Patterson, fueron a vivir en casa de una abuela hasta que ésta también murió y se quedaron solos.
Emigró a los Estados Unidos en 1997 y se naturalizó en 2004. Según los registros, él residía en el complejo de apartamentos con su madre y no había cometido delitos penales graves. Los vecinos describieron a Vargas como un hombre tranquilo que comúnmente se metía en discusiones con su madre en su apartamento. De acuerdo con varios clientes de la LA Fitness, Vargas frecuentaba el gimnasio local y levantaba pesas como una forma de canalizar su ira contenida. También usó esteroides, expresó su frustración por malas experiencias con las mujeres, y fue notablemente antisocial. La pistola Glock 9 milímetros utilizada en el tiroteo fue legalmente adquirida por Vargas.

## Reacción
Tras el incidente, el alcalde Carlos Hernández respondió: "Estoy hecho pedazos. Nunca hemos tenido algo tan complejo como lo que tuvimos anoche. Es un día muy triste en Hialeah". A raíz del tiroteo, algunos ciudadanos de Hialeah escribieron en Twitter para expresar sus preocupaciones acerca de la seguridad en la ciudad. El 28 de julio de 2013, una organización sin fines de lucro que se formó a raíz de la masacre de la Escuela Primaria de Sandy Hook, emitió una declaración sobre el tiroteo, dijo: "Nuestros corazones están rotos. Nuestro espíritu no. Envío de oraciones y condolencias a las víctimas y los familiares de los fusilamientos en masa en Hialeah, Florida."